# Дневник Анны Франк (фильм)
«Дневник Анны Франк» (англ. The Diary of Anne Frank) — американский фильм, снятый в 1959 году режиссёром Джорджем Стивенсом по одноимённой бродвейской пьесе Фрэнсис Гудрич и Альберта Хэкетта (1955), которая была написана на основе книги «Дневник Анны Франк» — дневника еврейской девочки, скрывавшейся от нацистов в Амстердаме во время немецкой оккупации. Фильм был частично снят на киностудии в Лос-Анджелесе, частично — в историческом здании в Амстердаме.
Как и пьеса, фильм имеет очень много отличий от оригинального дневника, большинство которых были вызваны исключительно постановочными соображениями.
Фильм получил три премии «Оскар» в 1960 году, в том числе в категории «Лучшая актриса второго плана» (Шелли Уинтерс). В 2006 году Фильм занял 18-е место в списке 100 самых вдохновляющих американских фильмов за 100 лет по версии AFI.

## Сюжет
Фильм «Дневник Анны Франк» рассказывает реальную историю Анны Франк, еврейской девочки, которая вместе с семьёй и другими людьми пряталась от нацистов в Амстердаме во время Второй мировой войны.
Сюжет начинается с того, как отец Анны, Отто Франк, возвращается в пустое убежище после войны. Там он находит её дневник и вспоминает события, описанные в нём. В 1942 году семья Франк вместе с семьёй Ван Даан и их сыном Петером прячутся в тайном помещении над фабрикой. Позже к ним присоединяется ещё один человек, Альберт Дюссел.
Жизнь в укрытии оказывается тяжёлой: людям приходится мириться с теснотой, нехваткой еды и страхом быть обнаруженными. Несмотря на это, Анна сохраняет веру в лучшее, записывая свои мысли и переживания в дневник. Она сближается с Петером, находя поддержку в их дружбе.
Напряжение достигает пика, когда нацисты обнаруживают убежище. Всех прячущихся арестовывают. Единственным выжившим остаётся Отто Франк, который после войны решает опубликовать дневник дочери, чтобы сохранить её память и рассказать её историю всему миру.
Фильм передаёт глубокую трагедию Холокоста, но в то же время подчёркивает силу духа и веру в человечность.

## В ролях
| Актёр             | Роль                |
| ----------------- | ------------------- |
| Милли Перкинс     | Анна Франк          |
| Джозеф Шильдкраут | Отто Франк          |
| Шелли Уинтерс     | Петронелла ван Даан |
| Ричард Беймер     | Петер ван Даан      |
| Густи Хубер       | Эдит Франк          |
| Лу Джейкоби       | Ханс Ван Даан       |
| Дайан Бейкер      | Марго Франк         |
| Дуглас Спенсер    | Кралер              |
| Доди Хит          | Мип Гиз             |
| Эд Уинн           | Альберт Дюссел      |

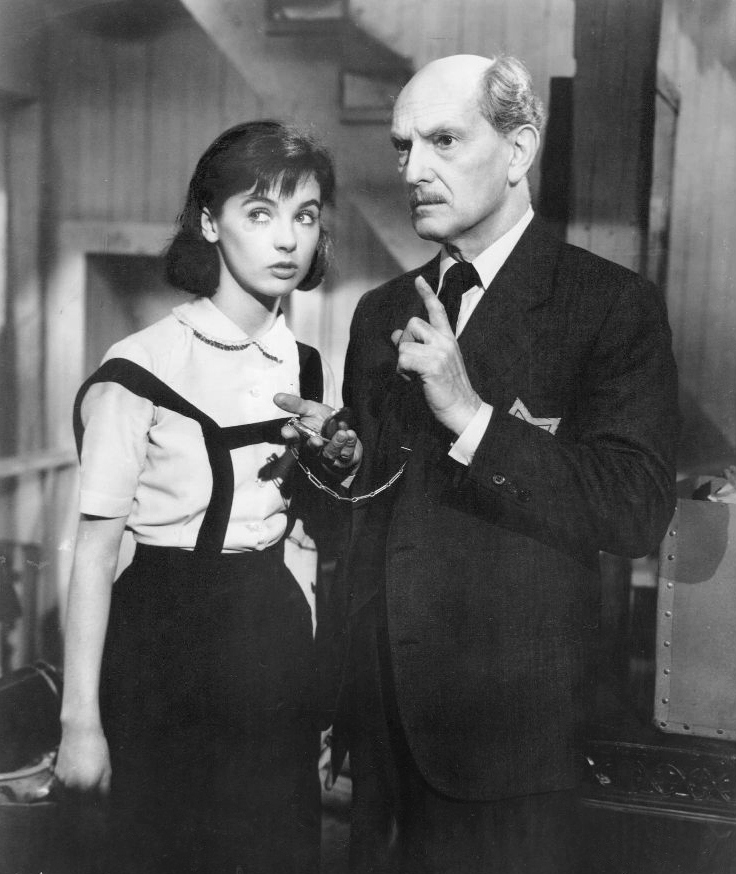
Милли Перкинс в роли Анны Франк и Джозеф Шильдкраут в роли Отто Франка

Джозеф Шильдкраут, Густи Хубер и Лу Джейкоби были из актёрского состава оригинальной бродвейской постановки и в фильме повторили свои роли.
Отто Франк обращался к Одри Хепберн с просьбой сыграть роль Анны (так та была её ровесницей и тоже жила в Нидерландах в тот период и лично видела, как насильно угоняли евреев), однако та отклонила предложение по трём причинам: во-первых, она соблазнилась ролью в фильме «Зелёные поместья», во-вторых, она, как уж было сказано, лично видела ужасы немецкой оккупации и не хотела будоражить печальные воспоминания (несколько её родственников были расстреляны за участие в Сопротивлении), и в-третьих, поскольку ей было около 30, то она считала, что уже не сможет сыграть подростка. Роль тогда была предложена Сьюзан Страсберг, которая играла Анну в оригинальной бродвейской постановке, но она отказалась.
На 156 минуте герои из окна наблюдают, как гестапо арестовывают бакалейщика. Бакалейщика сыграл Хендрик ван Хуве, реальный бакалейщик, который во время войны продавал продукты прячущимся амстердамцам.

## Съёмки и премьера
Съёмки фильма проходили с марта по ноябрь 1958 года. Изначально фильм планировали снимать в реальном «Убежище» на набережной Принсенграхт 263, но там оказалось невозможно разместить съёмочное оборудование. В итоге почти все внутренние сцены снимались в одной гигантской многоуровневой декорации в США. В Амстердаме были сняты только наружные сцены. В том числе и начальная сцена фильма, где Отто Франк сходит с грузовика, снималась на той самой набережной Принсенграхт возле того самого здания 263.
Декорации самого «Убежища» имели мало чего общего с планировкой реального, в то время как планировка декораций других помещений дома (парадная лестница, офисы, склад) была больше похожа на реальную. Фильм был снят в формате CinemaScope, что Джорджу Стивенсу поначалу не очень нравилось, потому что это подрывало задуманную им атмосферу замкнутого пространства, которая должна была мучить героев. В итоге он внёс в декорацию главной комнаты «Убежища» небольшое изменения в виде четырёх опорных балок. Очень многие кадры снимались с таким учётом, чтобы эти балки располагались по бокам кадра.
Хотя Отто Франк во многом консультировал съёмочную группу, он так ни разу и не смог заставить себя посмотреть фильм.
Премьера фильма состоялась 18 марта 1959 года в «Палас-театре» в Нью-Йорке.

## Награды и номинации
Хотя фильм не имел коммерческого успеха, а актёрская игра подвергалась критике, картина была номинирована на восемь премий «Оскар» и выиграла три>.
- 1959 — участие в конкурсной программе Каннского кинофестиваля[6].
- 1959 — участие в конкурсной программе 1-го Московского международного кинофестиваля[7].
- 1959 — попадание в десятку лучших фильмов года по версии Национального совета кинокритиков США.
- 1960 — три премии «Оскар»[8]: лучшая женская роль второго плана (Шелли Уинтерс, теперь награда находится в экспозиции дома-музея Анны Франк в Амстердаме), лучшая работа художника-постановщика и декоратора в черно-белом фильме (Джордж Дэвис, Стюарт Рейсс, Уолтер Скотт, Лайл Уилер), лучшая операторская работа (Уильям Меллор). Кроме того, лента была выдвинута ещё в пяти номинациях: лучший фильм (Джордж Стивенс), лучшая режиссура (Джордж Стивенс), лучшая мужская роль второго плана (Эд Уинн), лучший дизайн костюмов в черно-белом фильме (Чарльз Ле Мэр, Мэри Уиллс), лучшая музыка к фильму (Альфред Ньюман).
- 1960 — премия «Золотой глобус» за лучший фильм, пропагандирующий взаимопонимание между народами, а также 5 номинаций: лучший драматический фильм, лучшая режиссура (Джордж Стивенс), лучший драматический актёр (Джозеф Шильдкраут), лучшая актриса второго плана (Шелли Уинтерс), самая многообещающая актриса-дебютантка (Дайан Бейкер).
- 1960 — номинация на премию Гильдии режиссёров США за лучшую режиссуру художественного фильма (Джордж Стивенс).
- 1960 — премия Гильдии сценаристов США за лучшую американскую драму (Фрэнсис Гудрич, Альберт Хэкетт).

## На дисках
«Дневник Анны Франк» впервые был выпущен на DVD 3 февраля 2004 года. Кроме фильма, на диске есть короткометражный фильм «Дневник Анны Франк: Эхо из прошлого», пресс-конференция с режиссёром Джорджем Стивенсом, аудиокомментарии и др.
К пятидесятилетнему юбилею фильма 16 июня 2009 года он был выпущен на DVD и Blu-ray.